# Giải cờ tướng Ngôi sao quốc tế
Giải cờ tướng Ngôi sao quốc tế, tên đầy đủ theo đơn vị tổ chức Giải cờ tướng Ngôi Sao quốc tế - The Reed Hotel Cup, Ninh Bình 2015, là một giải cờ tướng quốc tế được tổ chức ở Ninh Bình, Việt Nam năm 2015. Giải diễn ra từ ngày 15 đến 20 tháng 12 năm 2015. Lại Lý Huynh giành ngôi vô địch sau khi thắng Đào Cao Khoa trong trận chung kết.
Giải đấu được khách sạn The Reed Hotel phối hợp với diễn đàn Thăng Long Kỳ Đạo tổ chức với sự hỗ trợ của Sở Văn hóa, Thể thao và Du lịch tỉnh Ninh Bình và Liên đoàn Cờ Việt Nam. Với thành phần kỳ thủ tham dự, giải đấu được coi là giải cờ tướng có chất lượng chuyên môn cao nhất và được chờ đợi nhất Việt Nam trong năm 2015.

## Kỳ thủ tham dự
20 kỳ thủ được mời dự giải, gồm 15 kỳ thủ Việt Nam và 5 kỳ thủ ngoài Việt Nam. Các kỳ thủ Việt Nam là các nhà vô địch quốc gia hoặc đạt thứ hạng cao trong các giải đấu quốc gia.

### Kỳ thủ Việt Nam
- Vũ Hữu Cường (Hà Nội)
- Lại Lý Huynh (Bình Dương)
- Phạm Quốc Hương (Hà Nội)
- Đào Cao Khoa (Bình Dương)
- Nguyễn Hoàng Lâm (Thành phố Hồ Chí Minh)
- Huỳnh Linh (Cần Thơ)
- Diệp Khai Nguyên (Thành phố Hồ Chí Minh)
- Võ Minh Nhất (Bình Phước)
- Trần Văn Ninh (Đà Nẵng)
- Nguyễn Minh Nhật Quang (Thành phố Hồ Chí Minh)
- Nguyễn Anh Quân (Bộ Công an)
- Trềnh A Sáng (Thành phố Hồ Chí Minh)
- Tôn Thất Nhật Tân (Đà Nẵng)
- Trần Quyết Thắng (Bình Phước)
- Hà Văn Tiến (Bộ Công an)

### Kỳ thủ ngoài Việt Nam
Năm kỳ thủ ngoài Việt Nam được mời:
- Hoàng Vận Hưng (Malaysia)
- Lại Tuấn Kiệt (Singapore)
- Lưu Tông Trạch (Trung Quốc)
- Lưu Ức Hào (Singapore)
- Lý Gia Khánh (Malaysia)

## Thể thức thi đấu và giải thưởng
20 kỳ thủ được chia thành hai bảng, mỗi bảng 10 người, đánh vòng tròn một lượt. Sau 9 vòng đấu, bốn kỳ thủ đứng đầu mỗi bảng sẽ gặp kỳ thủ tương ứng ở bảng còn lại trong một trận đấu hai ván để tranh ngôi vô địch, hạng ba, hạng năm và hạng bảy. Nếu hòa sau hai ván sẽ phân định thắng thua bằng cờ nhanh và cờ chớp.
Thời gian quy định cờ tiêu chuẩn: mỗi bên được 45 phút cộng 30 giây cho mỗi nước đi tính từ nước đi đầu tiên. Cờ nhanh: 15 phút + 5 giây, đếm 40 nước không ăn quân thì hoà. Cờ chớp: bên đi trước 6 phút, bên đi sau 4 phút (đều + 3 giây), đếm 30 nước không ăn quân thì hoà. Bên đi sau được tuyên bố thắng cuộc nếu kết quả hòa.
Giải thưởng dành cho nhà vô địch là 30 triệu đồng, á quân 15 triệu đồng, hạng ba 8 triệu đồng. Các vị trí từ thứ tư đến thứ 16 đều có giải thưởng.

## Kết quả thi đấu
Mỗi ván thắng được tính 2 điểm, hoà 1 điểm và thua 0 điểm. Trong trường hợp kỳ thủ bằng điểm sẽ được phân định thứ hạng lần lượt bằng kết quả thi đấu giữa các kỳ thủ cùng nhóm, hệ số Berger, số ván thắng, số ván thằng khi đi sau, bốc thăm.

### Bảng A
| TT | Kỳ thủ                 | ĐCK | NAQ | LTT | TNT | NNQ | VMN | PQH | TAS | HVH | LTK | Điểm | HS1 | HS2  |
| -- | ---------------------- | --- | --- | --- | --- | --- | --- | --- | --- | --- | --- | ---- | --- | ---- |
| 1  | Đào Cao Khoa           |     | 1   | 2   | 2   | 1   | 1   | 2   | 2   | 1   | 2   | 14   |     |      |
| 2  | Nguyễn Anh Quân        | 1   |     | 1   | 1   | 2   | 2   | 0   | 2   | 2   | 2   | 13   | 1   | 49,5 |
| 3  | Lưu Tông Trạch         | 0   | 1   |     | 1   | 2   | 2   | 2   | 1   | 2   | 2   | 13   | 1   | 47,5 |
| 4  | Tôn Thất Nhật Tân      | 0   | 1   | 1   |     | 2   | +   | 0   | 2   | 2   | 2   | 12   |     |      |
| 5  | Nguyễn Minh Nhật Quang | 1   | 0   | 0   | 0   |     | 1   | 2   | 2   | 2   | 2   | 10   |     |      |
| 6  | Võ Minh Nhất           | 1   | 0   | 0   | -   | 0   |     | 2   | 2   | 1   | 2   | 8    | 2   |      |
| 7  | Phạm Quốc Hương        | 0   | 2   | 0   | 2   | 1   | 0   |     | 0   | 1   | 2   | 8    | 0   |      |
| 8  | Trềnh A Sáng           | 0   | 0   | 1   | 0   | 0   | 0   | 2   |     | 1   | 2   | 6    |     |      |
| 9  | Hoàng Vận Hưng         | 1   | 0   | 0   | 0   | 0   | 1   | 1   | 1   |     | 0   | 4    |     |      |
| 10 | Lại Tuấn Kiệt          | 0   | 0   | 0   | 0   | 0   | 0   | 0   | 0   | 2   |     | 2    |     |      |

### Bảng B
| TT | Kỳ thủ           | LLH | VHC | NHL | HL | LGK | TVN | HVT | DKN | TQT | LUH | Điểm | HS1 | HS2 |
| -- | ---------------- | --- | --- | --- | -- | --- | --- | --- | --- | --- | --- | ---- | --- | --- |
| 1  | Lại Lý Huynh     |     | 1   | 2   | 2  | 2   | 0   | 1   | 2   | 2   | 1   | 13   |     |     |
| 2  | Vũ Hữu Cường     | 1   |     | 1   | 0  | 2   | 1   | 2   | 2   | 1   | 2   | 12   |     |     |
| 3  | Nguyễn Hoàng Lâm | 0   | 1   |     | 1  | 2   | 0   | 2   | 1   | 2   | 2   | 11   |     |     |
| 4  | Huỳnh Linh       | 0   | 2   | 1   |    | 0   | 2   | 1   | 0   | 2   | 2   | 10   |     |     |
| 5  | Lý Gia Khánh     | 0   | 0   | 0   | 2  |     | 2   | 2   | 1   | 1   | 1   | 9    | 2   |     |
| 6  | Trần Văn Ninh    | 2   | 1   | 2   | 0  | 0   |     | 0   | 2   | 0   | 2   | 9    | 0   |     |
| 7  | Hà Văn Tiến      | 1   | 0   | 0   | 1  | 0   | 2   |     | 1   | 1   | 2   | 8    |     |     |
| 8  | Diệp Khai Nguyên | 0   | 0   | 1   | 2  | 1   | 0   | 1   |     | 1   | 1   | 7    |     |     |
| 9  | Trần Quyết Thắng | 0   | 1   | 0   | 0  | 1   | 2   | 1   | 1   |     | 0   | 6    |     |     |
| 10 | Lưu Ức Hào       | 1   | 0   | 0   | 0  | 1   | 0   | 0   | 1   | 2   |     | 5    |     |     |

### Vòng phân hạng
Bốn trận đấu của vòng phân hạng đều diễn ra trong ngày 20 tháng 12 năm 2015, ngày cuối cùng của giải

#### Chung kết
| Lại Lý Huynh | 3–1 | Đào Cao Khoa |
| ------------ | --- | ------------ |
|              |     |              |

#### Tranh hạng ba
| Nguyễn Anh Quân | 3–1 | Vũ Hữu Cường |
| --------------- | --- | ------------ |
|                 |     |              |

#### Tranh hạng năm
| Lưu Tông Trạch | 4–0 | Nguyễn Hoàng Lâm |
| -------------- | --- | ---------------- |
|                |     |                  |

#### Tranh hạng bảy
| Tôn Thất Nhật Tân | 3–1 | Huỳnh Linh |
| ----------------- | --- | ---------- |
|                   |     |            |